# Tommy Bechmann
Tommy Bechmann (Aarhus, 22 dicembre 1981) è un ex calciatore danese, di ruolo attaccante.

## Palmarès

### Club
- 2. Fußball-Bundesliga: 2

Bochum: 2005-2006
Friburgo: 2008-2009

### Individuale
- Capocannoniere della Superligaen: 1

2003-2004 (19 gol, a pari merito con Steffen Højer, Mwape Miti e Mohamed Zidan)